# Province de Gran Chimú
La province de Gran Chimú (en espagnol : Provincia de Gran Chimú) est l'une des douze  provinces de la région de La Libertad, au Pérou. Son chef-lieu est la ville de Cascas.

## Géographie
La province couvre une superficie de 1 284,77 km2. Elle est limitée au nord et à l'est par la région de Cajamarca, au sud par la province d'Otuzco, et à l'ouest par la province d'Ascope.

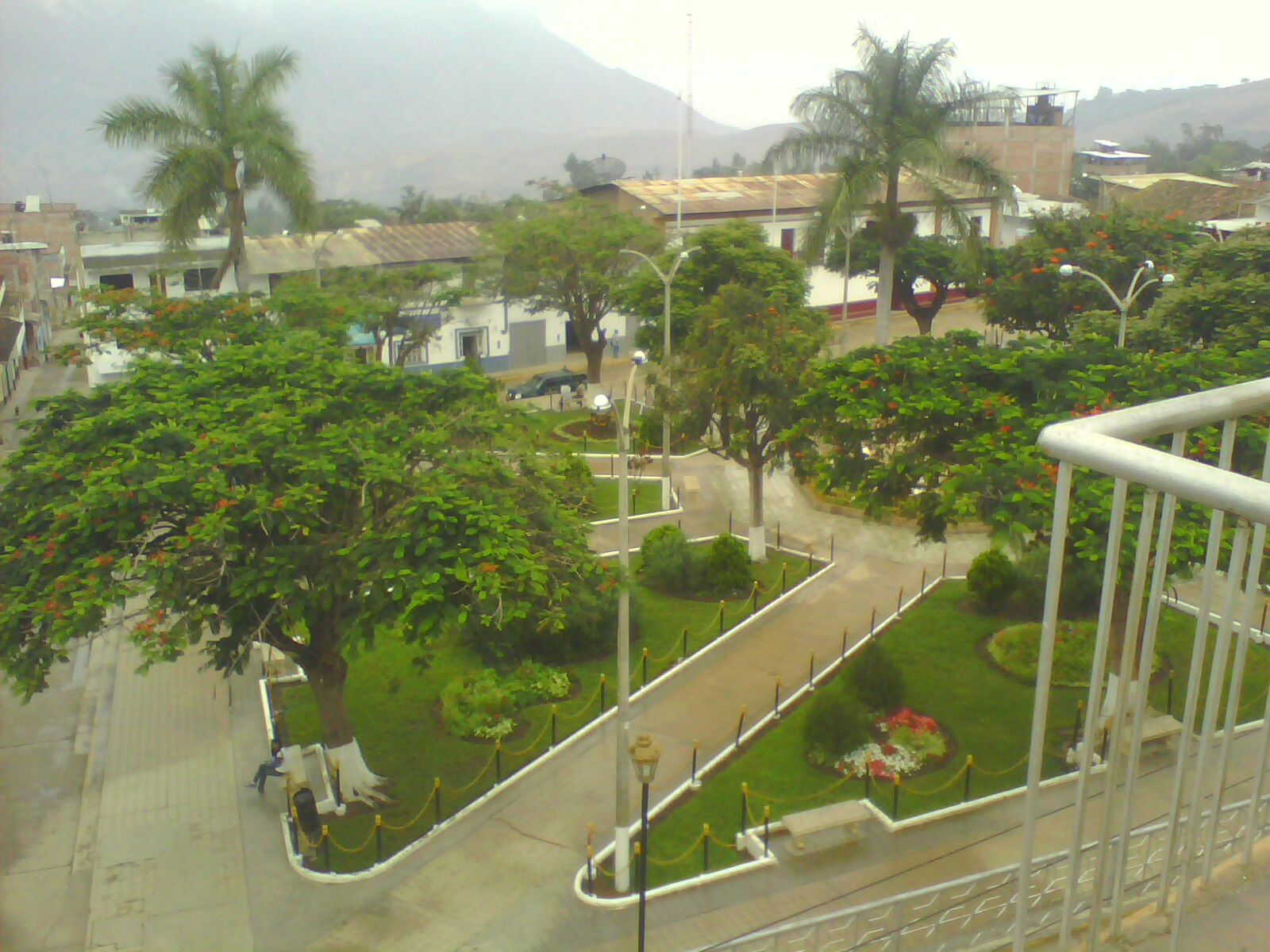
Prise de la place principale par le Jiron San Martin

## Population
La population de la province s'élevait à 30 526 habitants en 2005.

## Subdivisions
La province de Gran Chimú est divisée en quatre districts :
- Cascas
- Lucma
- Marmot
- Sayapullo